# Pauline Ouattara
Pour les articles homonymes, voir Ouattara.
Pauline Ouattara, connue sous le nom de Fati Bobodiouf, est une actrice et comédienne burkinabé née le 14 avril 1975 à Bobo-Dioulasso, au Burkina Faso. Elle est principalement reconnue pour son rôle dans la série télévisée Les Bobodioufs.

## Biographie
Pauline Ouattara commence par la danse et le ballet avant de se tourner vers le théâtre, rejoignant la troupe Avenir à Bobo-Dioulasso.
À l'âge de huit ans, elle participe aux pièces de théâtre de son école en 1983. Sa passion pour la scène la pousse à abandonner ses études pour se consacrer entièrement au théâtre. Elle intègre alors la troupe Ouezzin Coulibaly sous la direction de Dieudonné Coulibaly, où elle fait ses premières armes et développe son talent.

## Carrière
Coiffeuse de profession, Pauline Ouattara  commence sa carrière artistique au sein de la troupe Ouezzin Coulibaly de Bobodioulasso , où elle développe son art théâtral et se fait remarquer. Elle obtient son premier rôle au cinéma dans le film Le Royaume d’Abou. Toutefois, c'est son rôle dans la série télévisée Les Bobodioufs, réalisée par Patrick Martinet en 2000, qui l’a fait connaître du grand public,. Par la suite, elle enchaîne les rôles dans plusieurs productions télévisées et cinématographiques, souvent en collaboration avec des réalisateurs comme Boubakar Diallo. Tout au long de sa carrière, elle collabore avec divers acteurs et réalisateurs, tels que Souké et Sidiki, et est influencée par des comédiens comme Hélène Diarra et Habib Dembélé, alias Guimba National.
En dehors de sa carrière d'actrice, Pauline Ouattara est entrepreneure. Elle possède deux salons de coiffure à Bobo-Dioulasso.

## Filmographie
- 2000 : Les Bobodioufs, de Patrick Martinet[7]
- 2008 : Cœur de lion, de Boubakar Diallo[8]
- 2010 : Omar & Charly, de Boubakar Diallo
- 2010 : Clara, de Boubakar Diallo[9]
- 2010 : Mariage à trois visages, de Pierre Laba (Côte d’Ivoire/Martinique)
- 2011 : Julie et Roméo, de Boubakar Diallo

## Vie privée
Pauline Ouattara est mariée depuis plus de vingt ans à Ibrahima D. Kassamba, un animateur radio d'origine guinéenne, né au Burkina Faso. Le couple se rencontre pour la première fois en 1983, au collège, et se retrouve plus tard à la radio régionale FM de Bobo-Dioulasso, où elle anime l’émission "Dioula". Ils résident actuellement à Bobo-Dioulasso. Elle est mère de famille avec des petits-enfants.